# Blake Wesley (Eishockeyspieler)
Trevor Blake Wesley (* 10. Juli 1959 in Red Deer, Alberta) ist ein ehemaliger kanadischer Eishockeyspieler und -trainer, der im Verlauf seiner aktiven Karriere zwischen 1976 und 1988 unter anderem 317 Spiele für die Philadelphia Flyers, Hartford Whalers, Nordiques de Québec und Toronto Maple Leafs in der National Hockey League (NHL) auf der Position des Verteidigers bestritten hat. Sein jüngerer Bruder Glen Wesley war ebenfalls professioneller Eishockeyspieler.

## Karriere
Wesley begann seine Juniorenkarriere zunächst in seiner Geburtsstadt bei den Red Deer Rustlers in der Alberta Junior Hockey League (AJHL), für die er zwischen 1974 und 1976 aktiv war. Anschließend wechselte der Verteidiger in die Western Canada Hockey League (WCHL), wo er drei Jahre lang für die Portland Winter Hawks spielte. Am Ende seines dritten Jahres wurde er, nachdem er mit der Mannschaft die Finalserie der Playoffs erreicht hatte, ins First All-Star Team der mittlerweile unter dem Namen Western Hockey League (WHL) firmierenden Liga berufen. Zudem wurde Wesley im NHL Entry Draft 1979 in der zweiten Runde an 22. Position von den Philadelphia Flyers aus der National Hockey League (NHL) ausgewählt.
Zu Beginn seiner Profikarriere stand Wesley in der Saison 1979/80 im Kader der Maine Mariners aus der American Hockey League (AHL), die als Farmteam der Philadelphia Flyers fungierten. Dort verbrachte er die Spielzeit, kam aber auch zu seinem NHL-Debüt für die Flyers, für die er zweimal auflief. In der folgenden Spielzeit pendelte der Abwehrspieler zwischen dem Aufgebot der Flyers und dem AHL-Kader der Mariners, spielte aber hauptsächlich für Philadelphia. Im Juli 1981 wurde der Kanadier nach zwei Jahren in der Organisation gemeinsam mit Rick MacLeish und Don Gillen zu den Hartford Whalers transferiert. Im Gegenzug wechselten Ray Allison und Fred Arthur zu den Flyers. Zudem tauschten beide Teams ihre Erst-, Zweit- und Drittrunden-Wahlrechte im NHL Entry Draft 1982. Bei den Hartford Whalers etablierte sich Wesley in der Spielzeit 1981/82 als Stammspieler und bestritt 78 Saisonspiele. Anfang Dezember 1982 trennten sich die Whalers allerdings von dem Defensivspieler und tauschten ihn mit Pierre Lacroix von den Nordiques de Québec.
Bei den Franko-Kanadiern fand Wesley für die folgenden zweieinhalb Jahre eine neue sportliche Heimat, hatte während dieser Zeit aber immer wieder mit Verletzungsproblemen zu kämpfen. Im Dezember 1984 wurde der Verteidiger schließlich bis kurz vor das Saisonende zum AHL-Kooperationspartner Fredericton Express abgeschoben, ehe sein Vertrag nach dem Spieljahr 1984/85 auslief. Er schloss sich daraufhin im Juli 1985 als Free Agent den Toronto Maple Leafs an und verbrachte zwei Jahre im Franchise. Er bestritt in diesem Zeitraum lediglich 27 Begegnungen für die Maple Leafs selbst. Stattdessen spielte er größtenteils in der AHL – zunächst für die St. Catharines Saints und nach deren Umsiedlung im Sommer 1986 für die Newmarket Saints. Im August 1987 wechselte Wesley – abermals als Free Agent – zu den Boston Bruins. Nachdem er die Saison ausschließlich bei den Maine Mariners in der AHL verbracht hatte, beendete der 29-Jährige im Sommer 1988 seine aktive Karriere.
In der Folge wurde Wesley für die Saison 1993 als Cheftrainer der Portland Rage aus der neu gegründeten Inlinehockeyliga Roller Hockey International (RHI) angeheuert. Im Saisonverlauf absolvierte er auch eine Partie als Spieler. Das Engagement endete aber bereits nach einer Spielzeit. Ins Eishockeygeschäft kehrte Wesley in der Saison 2001/02 als Assistenztrainer bei den Tri-City Americans in die WHL zurück. Nach der Saison wechselte er für die folgenden zwei Jahre in gleicher Funktion zum Ligakonkurrenten Portland Winter Hawks.

## Erfolge und Auszeichnungen
- 1979 WHL Second All-Star Team

## Karrierestatistik
(Legende zur Spielerstatistik: Sp oder GP = absolvierte Spiele; T oder G = erzielte Tore; V oder A = erzielte Assists; Pkt oder Pts = erzielte Scorerpunkte; SM oder PIM = erhaltene Strafminuten; +/− = Plus/Minus-Bilanz; PP = erzielte Überzahltore; SH = erzielte Unterzahltore; GW = erzielte Siegtore; 1 Play-downs/Relegation; Kursiv: Statistik nicht vollständig)